# Epidendrum coriifolium
Epidendrum coriifolium Lindl., 1851, è una pianta della famiglia delle Orchidacee originaria dell'America tropicale.

## Descrizione
È un'orchidea di medie dimensioni con crescita epifita su alberi della foresta umida tropicale; occasionalmente può essere terricola (geofita). E. coriifolium presenta un rizoma strisciante di dimensioni gradualmente maggiori,  dal quale si dipartono steli di colore rosso, ricoperti alla base da guaine fogliari e portanti foglie conduplicate, ligulate, obliquamente bilobate, di colore verde brillante nella pagina superiore e porpora in quella inferiore.
La fioritura avviene normalmente in inverno, mediante un'infiorescenza terminale, racemosa, lunga mediamente 20 centimetri che si origina dall'apice dello stelo maturo e porta da pochi a molti fiori. Questi sono grandi da 4 a 5 centimetri, con petali e sepali spessi e cerosi di colore verde variegato di rosso porpora  e con labello bilobato degli stessi colori, ma opaco.

## Distribuzione e habitat
La specie è originaria dell'America tropicale, in particolare di Messico, Costa Rica, Panama, Colombia, Ecuador, Perù, Bolivia e Venezuela dove cresce epifita sugli alberi della foresta tropicale, occasionalmente terricola (geofita) da 350a 1500 metri sul livello del mare.

## Coltivazione
Questa pianta necessita di esposizione a mezz'ombra, con temperature elevate e frequenti irrigazioni nel periodo della fioritura; è consigliabile ridurre la temperatura e sospendere le irrigazioni dopo.